# Alluy
Alluy est une commune française située dans le département de la Nièvre, en région Bourgogne-Franche-Comté.

## Géographie
La commune d'Alluy s'étend sur 2 744 hectares, à une altitude de 260 mètres. Alluy fait partie de la communauté de communes Bazois Loire Morvan. La commune est traversée par la rivière l'Aron.

### Climat
Pour des articles plus généraux, voir Climat de la Bourgogne-Franche-Comté et Climat de la Nièvre.
En 2010, le climat de la commune est de type climat océanique dégradé des plaines du Centre et du Nord, selon une étude du Centre national de la recherche scientifique s'appuyant sur une série de données couvrant la période 1971-2000. En 2020, Météo-France publie une typologie des climats de la France métropolitaine dans laquelle la commune est exposée à un climat océanique altéré et est dans la région climatique Centre et contreforts nord du Massif Central, caractérisée par un air sec en été et un bon ensoleillement.
Pour la période 1971-2000, la température annuelle moyenne est de 10,9 °C, avec une amplitude thermique annuelle de 15,7 °C. Le cumul annuel moyen de précipitations est de 926 mm, avec 12,7 jours de précipitations en janvier et 8,3 jours en juillet. Pour la période 1991-2020, la température moyenne annuelle observée sur la station météorologique de Météo-France la plus proche, « Chateau Chinon », sur la commune de Château-Chinon (Ville) à 23 km à vol d'oiseau, est de 10,5 °C et le cumul annuel moyen de précipitations est de 1 252,3 mm. 
La température maximale relevée sur cette station est de 38,8 °C, atteinte le 25 juillet 2019 ; la température minimale est de −21,3 °C, atteinte le 10 février 1956,,.
Les paramètres climatiques de la commune ont été estimés pour le milieu du siècle (2041-2070) selon différents scénarios d'émission de gaz à effet de serre à partir des nouvelles projections climatiques de référence DRIAS-2020. Ils sont consultables sur un site dédié publié par Météo-France en novembre 2022.

## Urbanisme

### Typologie
Au 1er janvier 2024, Alluy est catégorisée commune rurale à habitat très dispersé, selon la nouvelle grille communale de densité à sept niveaux définie par l'Insee en 2022.
Elle est située hors unité urbaine et hors attraction des villes,.

### Occupation des sols
L'occupation des sols de la commune, telle qu'elle ressort de la base de données européenne d’occupation biophysique des sols Corine Land Cover (CLC), est marquée par l'importance des territoires agricoles (82,5 % en 2018), une proportion sensiblement équivalente à celle de 1990 (82,4 %). La répartition détaillée en 2018 est la suivante : terres arables (44 %), prairies (38,3 %), forêts (16,6 %), zones urbanisées (0,9 %), zones agricoles hétérogènes (0,2 %). L'évolution de l’occupation des sols de la commune et de ses infrastructures peut être observée sur les différentes représentations cartographiques du territoire : la carte de Cassini (XVIIIe siècle), la carte d'état-major (1820-1866) et les cartes ou photos aériennes de l'IGN pour la période actuelle (1950 à aujourd'hui).

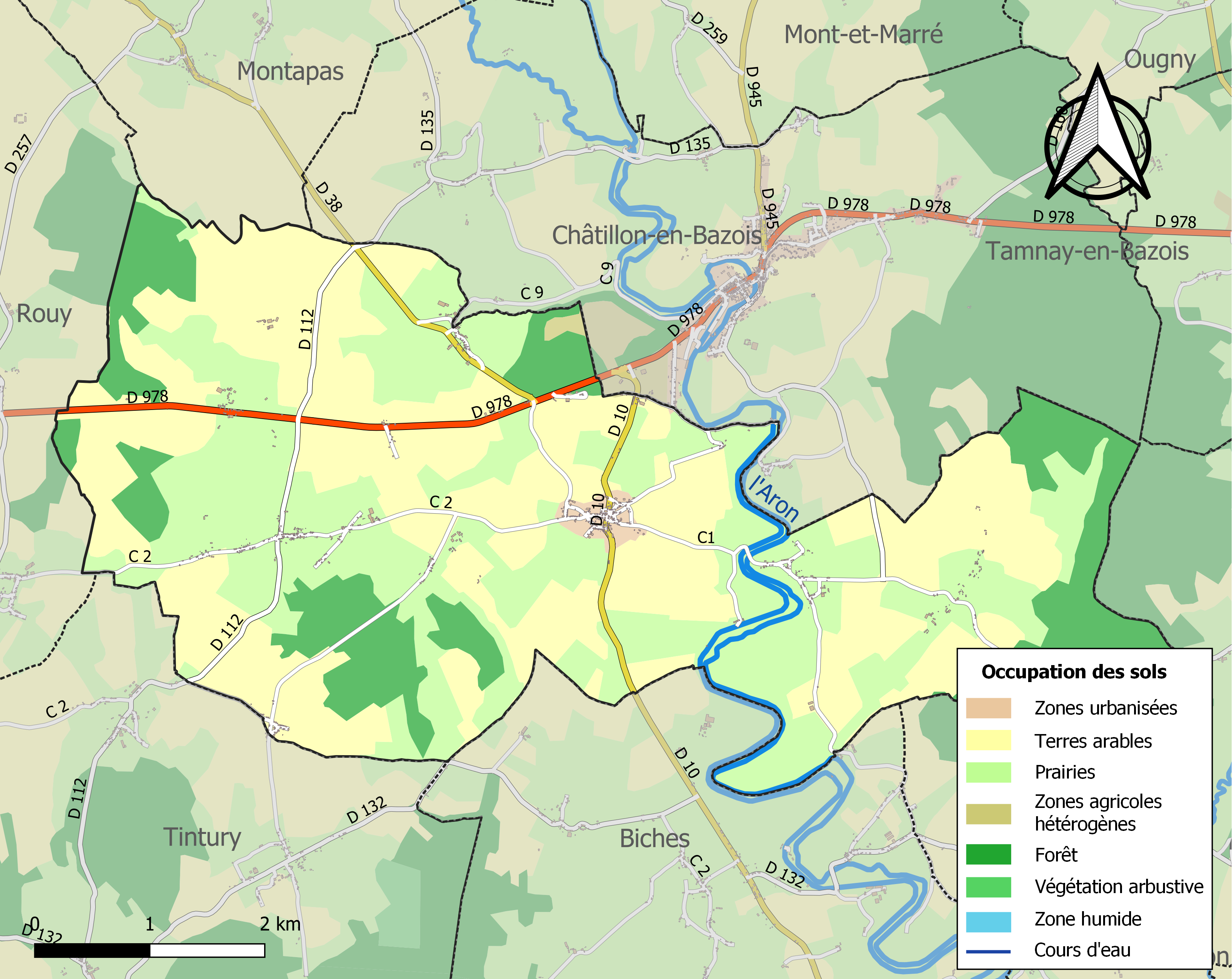
Carte des infrastructures et de l'occupation des sols de la commune en 2018 (CLC).

## Histoire
Alluy est probablement l'Alisincum de l'itinéraire d'Antonin.
On trouve sur la commune d'Alluy de nombreux vestiges gallo-romains.
Mais surtout Alluy est connue pour sa crypte du XIIIe siècle ornée de peintures murales, également du XIIIe siècle. Cette crypte est située dans l'unique église de la commune, et elle peut être visitée.
On trouve aussi sur le site d'Alluy une halte fluviale sur le canal du Nivernais creusé aux XVIIIe – XIXe siècles.
La commune d'Alluy reste probablement, dans le canton de Châtillon, celle dont l'histoire est la plus ancienne. Au cours des années, de nombreuses tombes de grès, ainsi que des médailles romaines, y ont été découvertes. Son église romane dont les parties les plus anciennes datent du XIIe siècle présente une crypte du XIIIe siècle, classée en 1913. Des peintures murales qui ont été restaurées en 1979 viennent à nouveau de faire l'objet de travaux importants.

## Politique et administration

### Liste des maires
| Période                                  | Période   | Identité         | Étiquette | Qualité |
| ---------------------------------------- | --------- | ---------------- | --------- | --- |
| 1983                                     | mars 2008 | Eugène Teisseire | PS        | Instituteur Conseiller général du canton de Châtillon-en-Bazois (1982-2001) Député de la 1re circonscription de la Nièvre (1983-1986) Conseiller régional (1986-2004) |
| mars 2008                                | En cours  | Patrice Bonnet   | DVG       | Ouvrier |
| Les données manquantes sont à compléter. |           |                  |           | |

## Démographie
L'évolution du nombre d'habitants est connue à travers les recensements de la population effectués dans la commune depuis 1793. Pour les communes de moins de 10 000 habitants, une enquête de recensement portant sur toute la population est réalisée tous les cinq ans, les populations de référence des années intermédiaires étant quant à elles estimées par interpolation ou extrapolation. Pour la commune, le premier recensement exhaustif entrant dans le cadre du nouveau dispositif a été réalisé en 2006.

En 2022, la commune comptait 368 habitants, en évolution de −5,4 % par rapport à 2016 (Nièvre : −3,28 %, France hors Mayotte : +2,11 %).
| 1793 | 1800 | 1806 | 1821  | 1831  | 1836  | 1841  | 1846  | 1851  |
| ---- | ---- | ---- | ----- | ----- | ----- | ----- | ----- | ----- |
| 947  | 929  | 875  | 1 169 | 1 255 | 1 360 | 1 414 | 1 402 | 1 465 |

| 1856  | 1861  | 1866  | 1872  | 1876  | 1881  | 1886  | 1891  | 1896  |
| ----- | ----- | ----- | ----- | ----- | ----- | ----- | ----- | ----- |
| 1 282 | 1 234 | 1 278 | 1 313 | 1 341 | 1 346 | 1 262 | 1 227 | 1 170 |

| 1901  | 1906  | 1911 | 1921 | 1926 | 1931 | 1936 | 1946 | 1954 |
| ----- | ----- | ---- | ---- | ---- | ---- | ---- | ---- | ---- |
| 1 135 | 1 069 | 991  | 928  | 800  | 681  | 623  | 618  | 565  |

| 1962 | 1968 | 1975 | 1982 | 1990 | 1999 | 2006 | 2011 | 2016 |
| ---- | ---- | ---- | ---- | ---- | ---- | ---- | ---- | ---- |
| 560  | 526  | 521  | 443  | 449  | 403  | 423  | 408  | 389  |

| 2021 | 2022 | - | - | - | - | - | - | - |
| ---- | ---- | - | - | - | - | - | - | - |
| 371  | 368  | - | - | - | - | - | - | - |

## Culture locale et patrimoine

### Lieux et monuments
- Église Saint-Pierre-et-Saint-Paul, avec une crypte en voûte surbaissée datant du XIIe siècle comportant des fresques du XIVe siècle, représentant la  Crucifixion et Christ en majesté, une procession de fidèles, des anges thuriféraires...récemment restaurées[23]. Pour visiter s'adresser à la mairie les lundi, mardi, jeudi, vendredi de 14 h 30 à 16 h 30, premier et troisième samedi de 9 h à 11 h[24].
- Maison du Bazois qui est un office du tourisme sur la région du Bazois et qui est située sur la commune d'Alluy et qui a pour particularité d'être la reconstitution d'une écluse, bien qu'elle soit située le long de la route[25].